# Kazimierz Żuliński
Kazimierz Żuliński (ur. 1831  w Radomiu, zm. 10 marca 1904 we Lwowie) – polski duchowny rzymskokatolicki, powstaniec styczniowy, brat Romana, Tadeusza i Józefa Anzelma.

## Życiorys
Urodził się w 1831 w Radomiu. Uczył się w Krakowie, a po śmierci ojca w Warszawie. 26 lutego 1854 przyjął święcenia kapłańskie w diecezji warszawskiej. Początkowo posługiwał w Złatowie na ziemi łowickiej. Pierwsze lata posługi kapłańskiej spędził na wsiach. Od 1859 był katechetą w zakładach naukowych w Warszawie. Od 1862 był wikarym w warszawskiej parafii św. Aleksandra. Był zaangażowany w działalność narodową, wygłaszał patriotyczne kazania. W czasie powstania styczniowego o procesji z dnia 25 kwietnia 1863 został aresztowany wraz z 11 księżmi parafii warszawskich (był najmłodszy w tym gronie), w tym z abp. Zygmuntem Szczęsnym Felińskim. Po 48 godzinach kapłani zostali zwolnieni, a następnie pozostawali pod inwigilacją władz carskich. Poza obowiązkami czysto kapłańskimi ks. Żuliński udzielał się też w pracy społecznej wśród ludności Warszawy. Przez dom księdza przechodziła korespondencja i dokumenty Rządu Narodowego. Wskutek zdrady i denuncjacji jednego z aresztowanych Polaków był zmuszony do opuszczenia Warszawy pod koniec 1863. Trafił do Krakowa, gdzie pierwotnie miał zostać wikariuszem przy tamtejszej parafii Panny Maryi (wzgl. św. Krzyża), lecz ogłoszenie stanu oblężenia zniweczyło ten plan.
Wobec powyższego udał się na emigrację do Francji. 24 października 1864 rozpoczął posługę w parafii Saint-Nicolas-des-Champs w Paryżu. W październiku 1868 otrzymał możliwość czasowych odwiedzin we Lwowie, gdzie osiedli jego matka i bracia, a po sześciu miesiącach wyjechał stamtąd do Monachium, gdzie także posługiwał w polskim środowisku emigracyjnym. W 1872 trafił do czeskiej Pragi, jednak wobec zakazu zamieszkiwania w Austro-Węgrzech wygnańcom z zaboru rosyjskiego po dwóch miesiącach musiał opuścić to miejsce. Następnie ponownie trafił do Paryża i przez osiem lat pracował w kościele Notre-Dame w Paryżu. Zorganizował związek polskich kapłanów na emigracji zakładając Stowarzyszenie Kapłanów Polskich na Obczyźnie. Wydawał czasopismo „Wiara” o charakterze patriotyczno-religijnym. Drukował też prace narodowe w innych czasopismach.
W 1880 uzyskał zgodę władz austriackich na powrót do kraju i w tym roku został spowiednikiem w kościele Panny Maryi w Krakowie. W mieście udzielał się w pracy społecznej i zyskał tam powszechny szacunek. W czasie pogrzebu Agatona Gillera 20 lipca 1887 w Stanisławowie wygłosił płomienne kazanie patriotyczne, za co spotkały go represje ze strony władz austriackich i został zmuszony do opuszczenia Krakowa. Jako formalnie nieprzyjęty do diecezji duchowny otrzymał nakaz niezwłocznego opuszczenia stanowiska. Po powrocie z zesłania abp. Felińskiego w latach 80. i zakładaniu przez niego szkół sióstr Zgromadzenia Rodziny Maryi ks. Żuliński został powołany przez swojego przełożonego do placówki w Łomnej. Po wprowadzeniu obligatoryjnej nauki w języku niemieckim odszedł z pracy w szkole. Od tego czasu przebywał w różnych mniejszych parafiach na obszarze diecezji przemyskiej i tarnowskiej. Około 1891/1892 rezydował na plebanii w Polnej, potem w Krośnie (około 1892/1893). W 1894 przebywał w klasztorze Franciszkanów w Sanoku. Jako ksiądz przynależał wówczas do parafii w tym mieście. Określany wtedy jako „wygnaniec z zakordonu” w dniu 1 kwietnia 1894 wygłosił kazanie o charakterze patriotycznym podczas miejscowych obchodów setnej rocznicy kościuszkowskiej. Następnie przydzielony do parafii w Turce posługiwał w Łomnej (około 1896). Z parafii w Turka przekazany do diecezji lwowskiej i skierowany do Niżankowic. Około 1899 ponownie był w Łomnej. W tej miejscowości pracował w zakładzie wychowawczym żeńskim oraz był tam katechetą i kapelanem. W ostatnich latach życia przebywał w parafii w Boryni pod Turką u ks. Dziedzica.
Niedługo przed śmiercią około 50 rocznicy swoich święceń kapłańskich osiadł we Lwowie jako kapelan Zakładu Sióstr Miłosierdzia. Do miasta przybył w związku z 50-leciem swojego kapłaństwa. Zmarł 10 marca 1904. Został pochowany w grobowcu rodzinnym na Cmentarzu Łyczakowskim we Lwowie. Zarząd Towarzystwa Szkoły Ludowej postanowił założyć szkołę w miejscu najbardziej zagrożonym i nazwać ją imieniem księdza Kazimierza Żulińskiego.